# Bouchiyyar

Le bouchiyyar, à ne pas confondre avec le chiyyar de la région de la Chaouia au Maroc, est un pain de la province de Taza, au Maroc.
Il ressemble au melaoui mais, à la différence de ce dernier, est levé puis feuilleté avec du beurre puis directement cuit dans une poêle.